# カルジン
カルジン（モンゴル語: Qalǰin、生没年不詳）は、13世紀後半にモンゴル帝国（大元ウルス）に仕えた大臣の一人。
『元史』などの漢文史料では線真(xiànzhēn)と表記される。

## 概要
カルジンはケレイト部に属するトベエン氏の出であり、祖父のトセ（土薛）はチンギス・カンに仕えて諸国の征服戦争に従事したとされる。第2代皇帝オゴデイ・カアンの治世中にはトルイの指揮下に入って金朝領陝西に進軍し、先鋒として漢江を渡り、陽翟で金軍を破る功績を挙げた。金朝の滅亡後は四川方面軍に配属され、興元府・閬州・利州の攻略に従事した。南宋領の成都府を占領した際、将軍の陳隆之を斬った功績により興元府に食邑600戸を下賜されており、『元史』食貨志でも言及されている。
トセの息子であるカルジンは早くから皇族のクビライに仕え、親衛隊（ケシクテイ）で御膳を司るバウルチの地位に就いていた。第4代皇帝モンケ・カアンの死後、弟のクビライとアリクブケとの間に争いが起こると（帝位継承戦争）、カルジンはクビライ直属の親衛隊を率いた。中統2年（1261年）の内戦中最大の激戦となったシムルトゥ・ノールの戦いでは、クビライ直属の中軍の右翼部隊をカルジンが、左翼部隊を史天沢が率いたと伝えられている。
帝位継承戦争における勝利が決定的となった中統4年（1263年）6月、カルジンは中書右丞相に任じられ、同時にタガチャルが中書左丞相に任じられた。その後、至元4年（1267年）に宣徽院（バウルチを元とする組織）が設立されると、カルジンは中書右丞相の地位から宣徽院の長官である宣徽使に遷った。至元7年（1270年）には一時宣徽院は光禄司に格下げとなり、カルジンの肩書きも光禄使と改められたが、まもなく宣徽院の名称は復帰した。また、至元8年（1271年）にはバウルチと職掌の近いボケウルを元とする「度支監」が設置され、「重臣」がこれを領したとされるが、この「重臣」はカルジンを指すと推定されている。
また、カルジンが中書右丞相から宣徽使に遷った後、ある者が中書省のことについてカルジンに尋ねたところ、「我は大釜を守る者（＝バウルチ）であって、他のことは知る所にない」と述べて退けたとの逸話がある。後に、游顕がこの逸話を引いて職務を全うしたことで諸王の不興を買った張庭瑞を弁護している。
至元17年（1280年）には四駿の一人ボロクルの末裔であるオチチェルが第一ケシク長の地位を継承した。オチチェルはバウルチであったことからカルジンの後任として宣徽使の地位に就き、これによってカルジンは引退したようである。カルジンの息子のオルジェイはクビライの治世の末期からオルジェイトゥ・カアン（成宗テムル）の治世前半まで中書右丞相として政治を主導する立場にあったことで知られる。